# Tarakeswar
Tarakeswar è una suddivisione dell'India, classificata come municipality, di 28.178 abitanti, situata nel distretto di Hooghly, nello stato federato del Bengala Occidentale. In base al numero di abitanti la città rientra nella classe III (da 20.000 a 49.999 persone).

## Geografia fisica
La città è situata a 22° 53' 6 N e 88° 1' 2 E e ha un'altitudine di 17 m s.l.m..

## Società

### Evoluzione demografica
Al censimento del 2001 la popolazione di Tarakeswar assommava a 28.178 persone, delle quali 14.986 maschi e 13.192 femmine. I bambini di età inferiore o uguale ai sei anni assommavano a 2.908, dei quali 1.484 maschi e 1.424 femmine. Infine, coloro che erano in grado di saper almeno leggere e scrivere erano 20.335, dei quali 11.681 maschi e 8.654 femmine.